# Maik Franz
Maik Franz (ur. 5 sierpnia 1981 w Merseburgu) – niemiecki piłkarz występujący na pozycji obrońcy lub pomocnika.

## Kariera klubowa
Franz jest wychowankiem klubu SV Langenstein, w którym treningi rozpoczął w wieku 6 lat. Potem grał w juniorach Germanii Halberstadt, a także klubu 1. FC Magdeburg, do którego trafił w 1998 roku. W 2000 roku został włączony do jego pierwszej drużyny. W 2001 roku przeszedł do pierwszoligowego VfL Wolfsburg. W Bundeslidze zadebiutował 11 sierpnia 2001 roku w przegranym 0:4 meczu z Borussią Dortmund. 8 listopada 2003 roku w przegranym 2:3 pojedynku z SC Freiburg strzelił pierwszego gola w trakcie gry w Bundeslidze. W Wolfsburgu grał przez 5 lat. W tym czasie rozegrał tam 90 ligowych spotkań i zdobył w nich 2 bramki.
W 2006 roku Franz przeniósł się do drugoligowego Karlsruher SC. W 2007 roku awansował z nim do Bundesligi. W 2009 roku spadł z nim jednak do 2. Bundesligi. Wówczas odszedł z do pierwszoligowego Eintrachtu Frankfurt. Pierwszy ligowy mecz w jego barwach zaliczył 15 sierpnia 2009 roku przeciwko 1. FC Nürnberg (1:1).
W 2011 roku Franz przeszedł do Herthy BSC.

## Kariera reprezentacyjna
Franz jest byłym reprezentantem Niemiec U-21. W kadrze młodzieżowej grał w latach 2002–2004. W tym czasie zagrał w niej 19 razy i zdobył 1 bramkę. W 2004 roku został powołany do kadry na Mistrzostwa Europy U-21, na których rozegrał 1 spotkanie, a jego drużyna odpadła z turnieju po fazie grupowej.